# Ариана (дим)
Ариана́ (греч. Δήμος Αρριανών) — община (дим) на северо-востоке Греции. Входит в периферийную единицу Родопи в периферии Восточная Македония и Фракия. Административный центр общины — Филира. Площадь 771,175 квадратного километра. Плотность 21,5 человека на квадратный километр. Население 16 577 жителей по переписи 2011 года. Димархом на местных выборах 2014 года избран и в 2019 году переизбран Амет Ритван (Αμέτ Ριτβάν).
Сообщество Ариана (Κοινότητα Αρριανών) создано в 1924 году (ΦΕΚ 194Α). Административным центром сообщества является деревня Ариана. В 1997 году (ΦΕΚ 244Α) создана одноимённая община. В 2010 году (ΦΕΚ 87Α) по программе «Калликратис» к общине Ариане присоединена упразднённая община Филира, а также сообщества Кехрос и Органи. Административный центр общины был перенесён из деревни Ариана в Филиру.

Община Ариана на карте периферийной единицы Родопи:
— Филира
— по часовой стрелке: Органи, Кехрос и Ариана

Община (дим) Ариана делится на 4 общинные единицы.